# Chevrolet Corvette

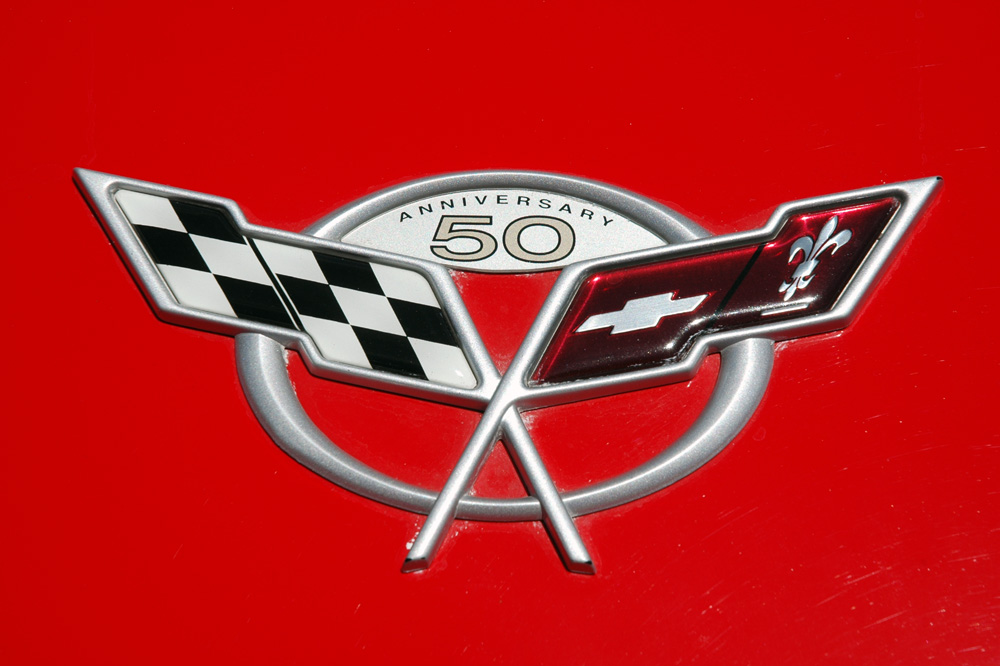
логотип Chevrolet Corvette

Chevrolet Corvette (Шевроле Корветт) — двомісний спортивний дводверний задньопривідний легковий автомобіль, що випускається під маркою Chevrolet компанією General Motors (Дженерал Моторс), США з 1953 року по теперішній час.
В наші дні автомобілі Шевроле Корветт збираються на заводах General Motors в містах Боулінг Грін, штат Кентуккі (основний завод), Флінт, штат Мічиган і Сент-Луїс, штат Міссурі.
Автомобіль є першим американським спортивним автомобілем, створеним американським виробником. У місті Боулінг Грін існує Національний музей автомобілів марки Корветт.

## Перше покоління С1 (1953—1962)

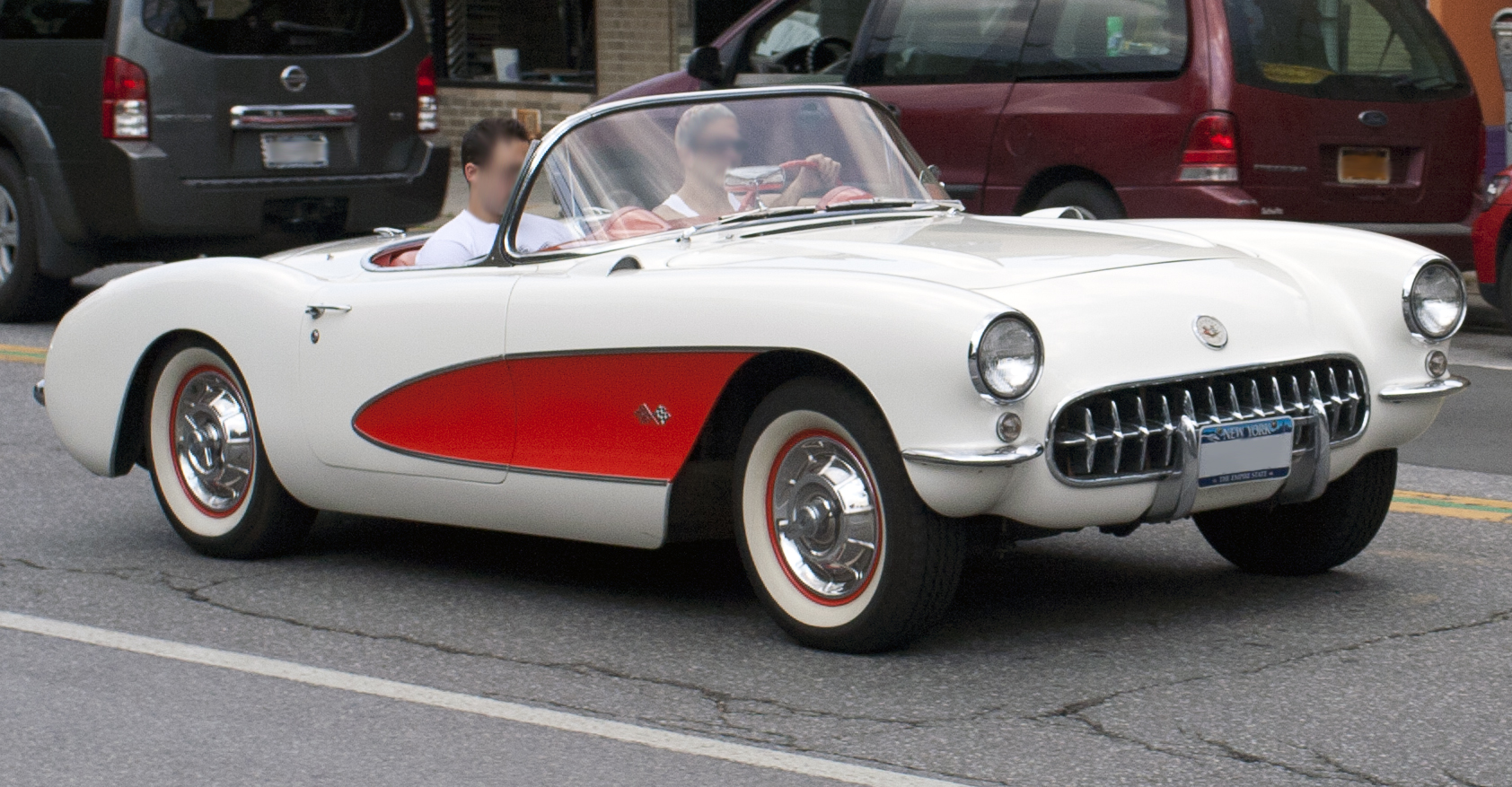
Corvette C1 (1956–1957)

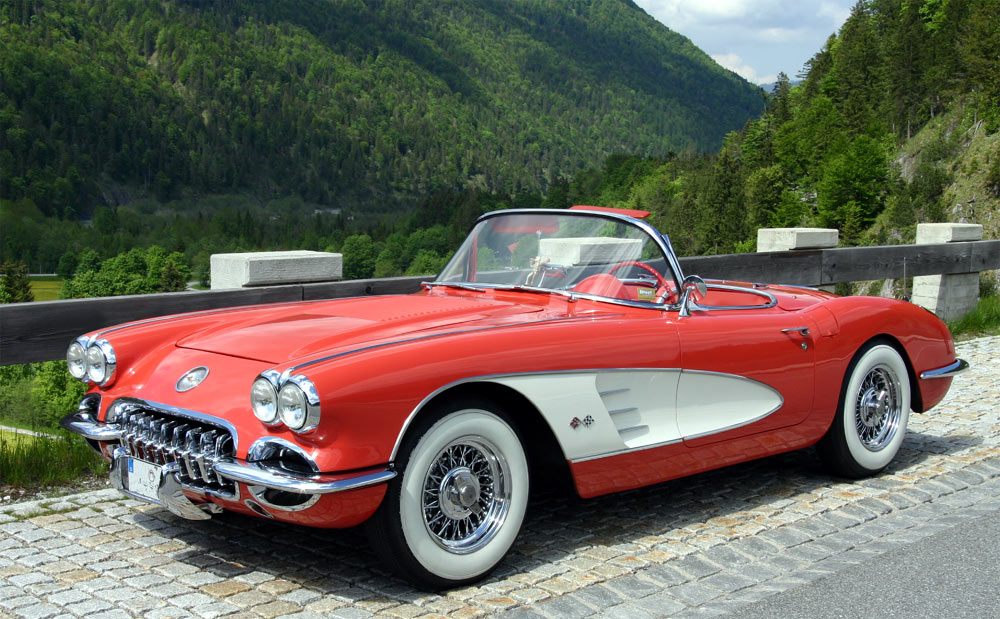
Corvette C1 (1958–1960)

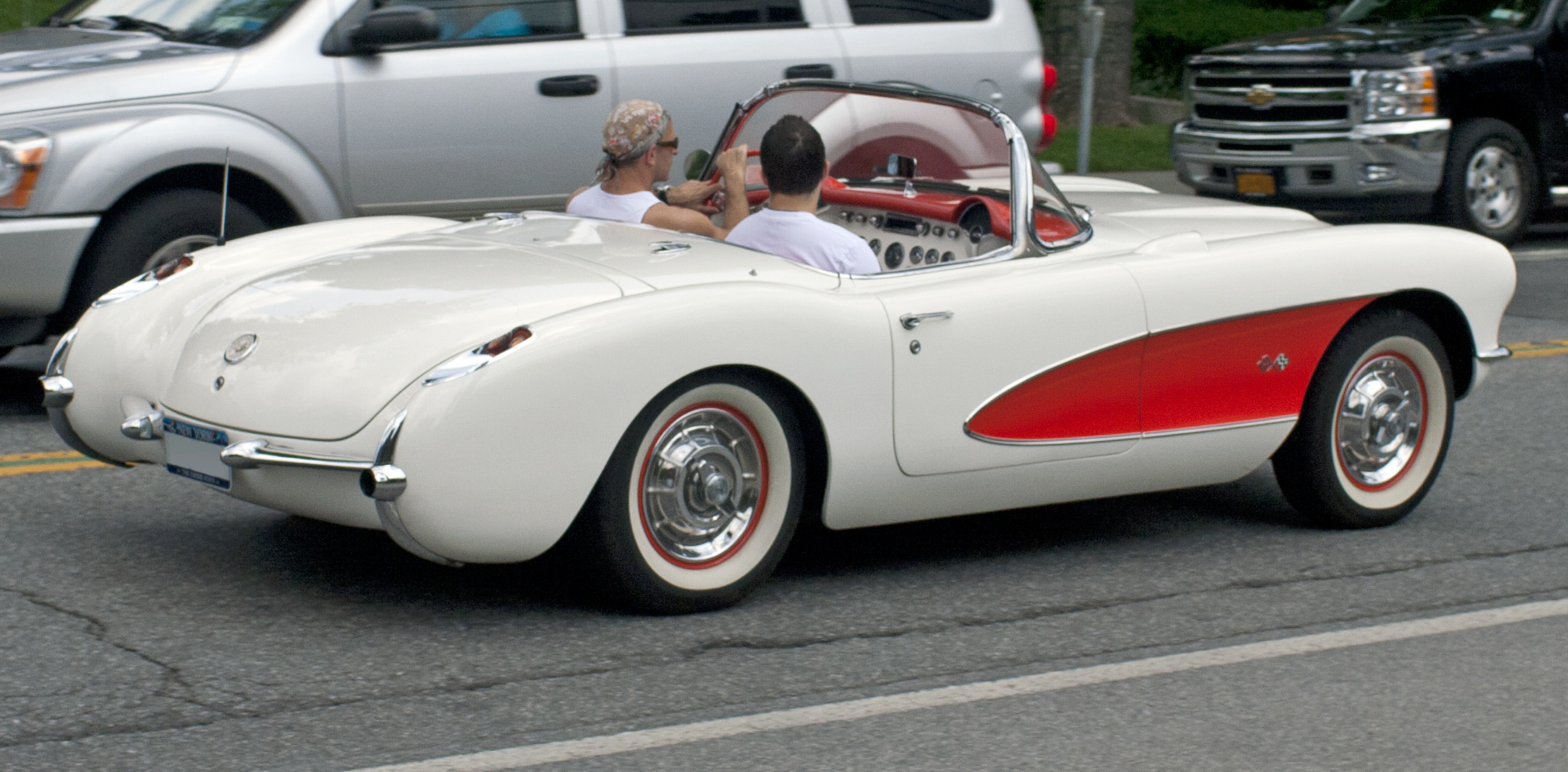
Corvette C1 (1956–1957)

Перше покоління Корветтів випускалося з 1953 по 1962 рік. На виставці Моторама в 1953 році був представлений повністю новий для Америки автомобіль — двох-дверне купе Chevrolet Corvette.  Перед творцями ставилося завдання побудувати спортивний автомобіль. Модель мала кузов зі склопластика на металевому каркасі, встановлений на трубчастій рамі, рядний 6-циліндровий двигун об'ємом 3,8 літри і 2-ступеневу автоматичну коробку передач Powerglide. Було побудовано 300 екземплярів, всі автомобілі фарбували в білий колір.
Значну роль у розвитку Корвета відіграв знаменитий інженер і автогонщик Зора Аркус-Дантов. Саме він у 1955 році адаптував для Корвета 3,4-літровий карбюраторний двигун V8, а також 3-ступеневу механічну коробку передач. А в 1957 році автомобіль отримав новий V8 об'ємом 4,6 літра з системою впорскування палива і 4-ступеневу «механіку». Усі Корвети першого покоління випускалися з кузовом родстер.

### Двигуни
- 3.9 л Blue Flame I6
- 4.3 л Small-block V8
- 4.6 л Small-block V8
- 5.4 л Small-block V8

## Друге покоління С2 Sting Ray (1963—1967)

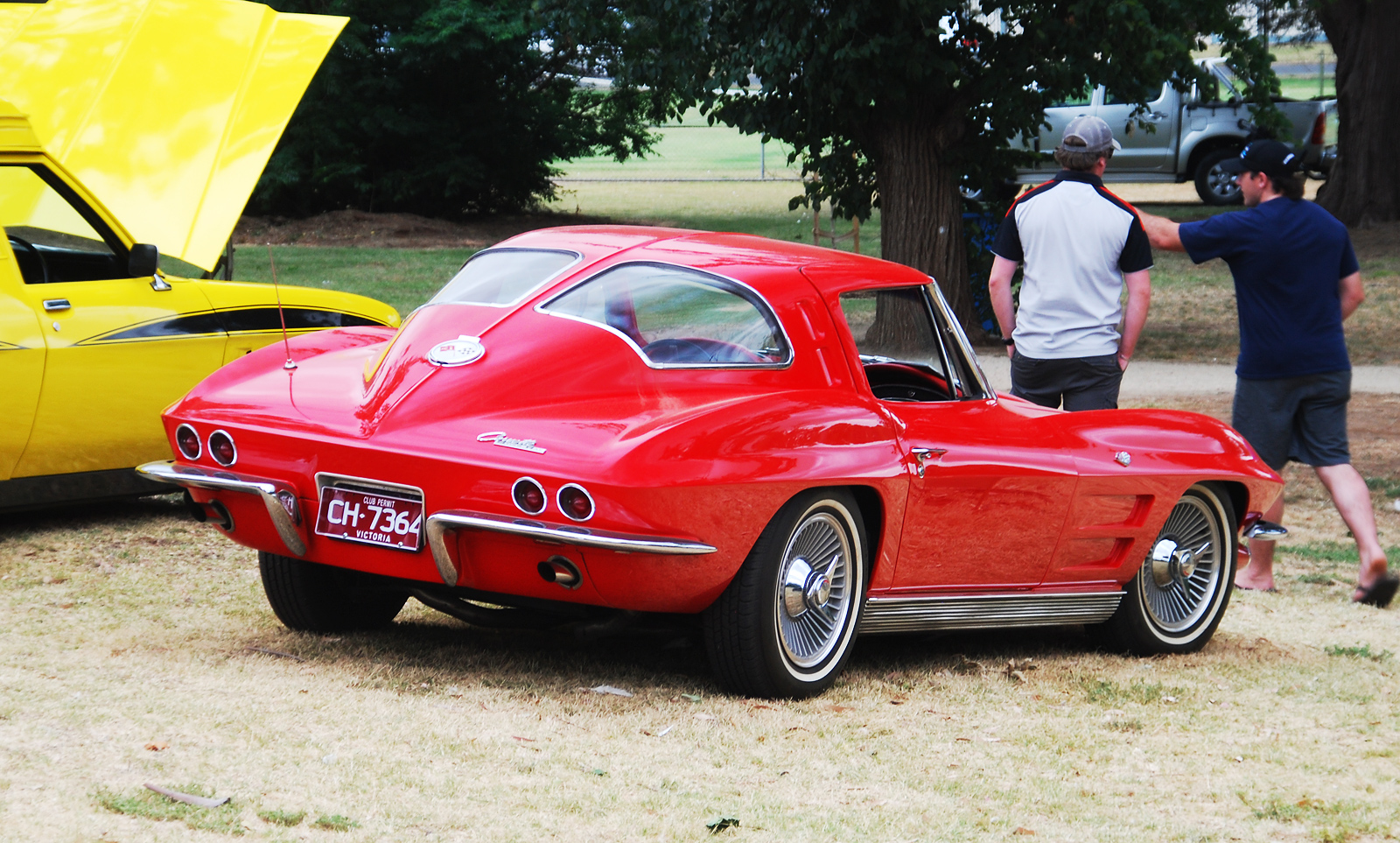
Corvette C2 1963

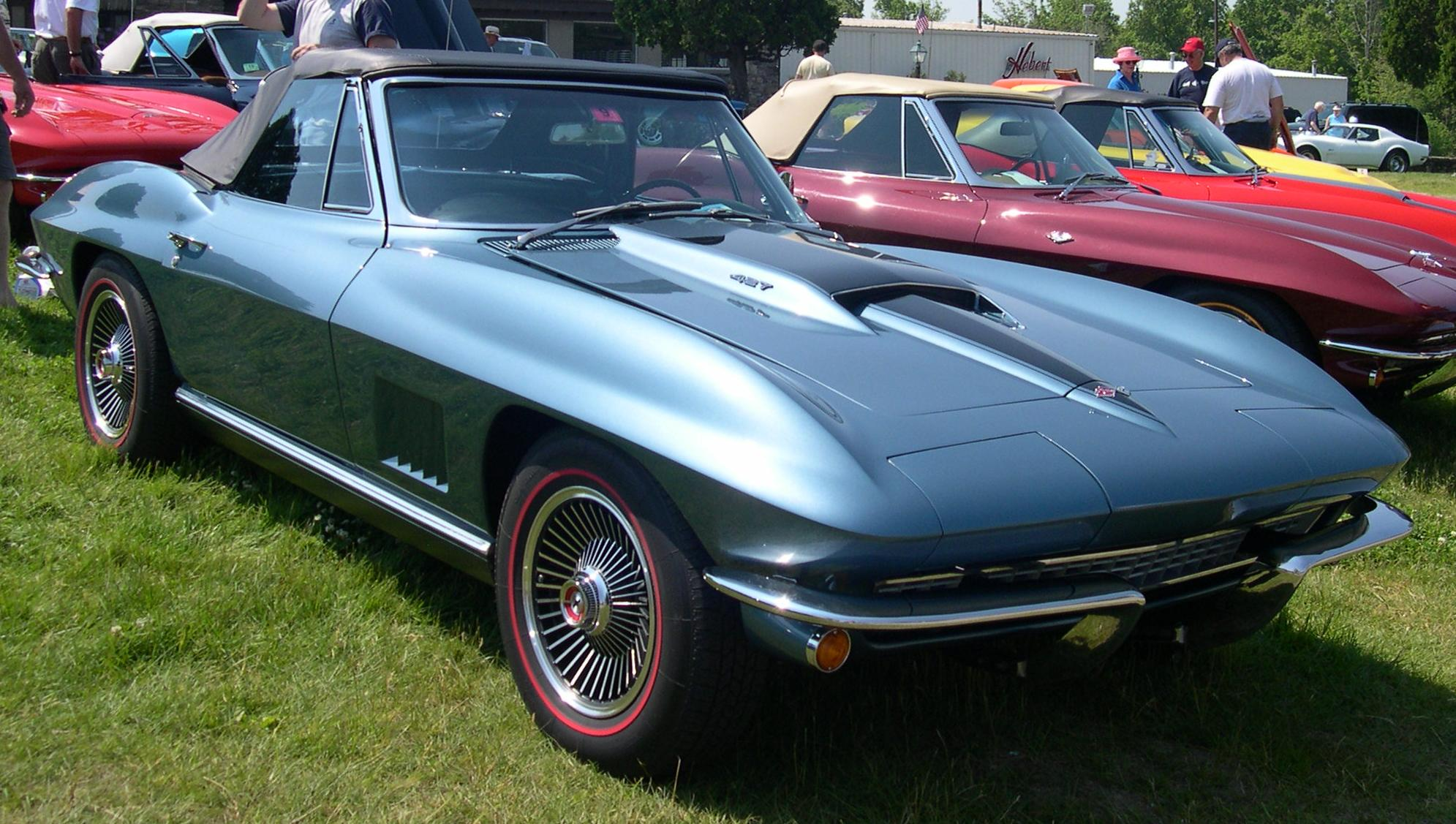
Corvette C2 1967

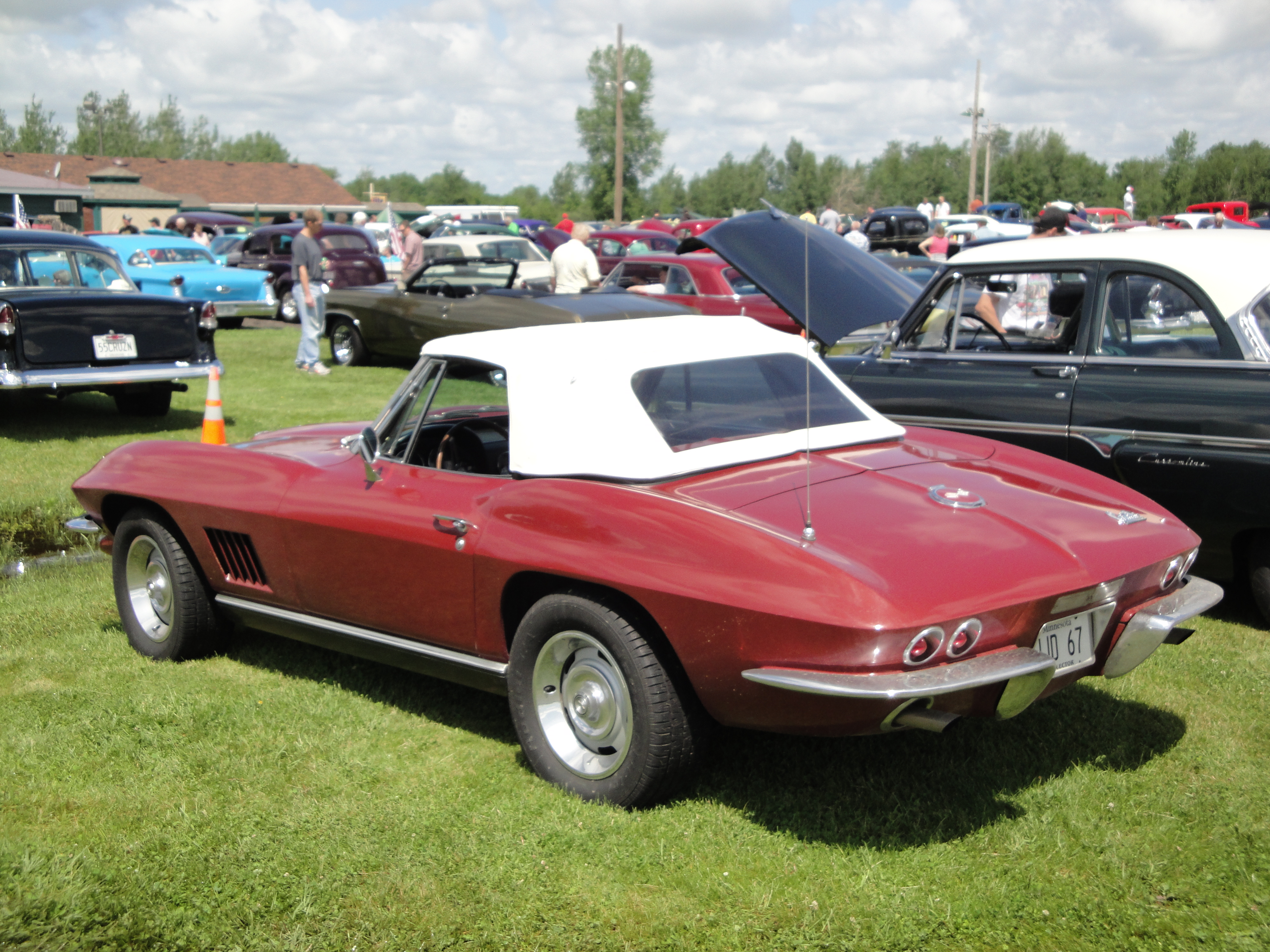
Corvette C2 1967

До створення наступного покоління Корветтів приклав руку відомий автомобільний конструктор Ларрі Шинода, творець не тільки С2, але й легендарного автомобіля Форд Мустанг. Кузов був створений Вільямом Мітчелом. Їхніми стараннями модель отримала незалежну двоважільну підвіску на поперечних ресорах і мотори V8 сімейства Big Block — спочатку 425-сильний 6.5-літровий, а потім — 435-сильний об'ємом 7 л, оснащений троїстими карбюраторами Tri Power. C2 випускався в кузовах купе і кабріолет. Всього було випущено 117 964 машин. В 1963 році була випущена версія Grand Sport. Було побудовано всього 5 екземплярів, оснащених мотором V8 з чотирма карбюраторами Weber об'ємом 377 куб. дюймів (6,2 л), які розвивали 550 к. с. Автомобіль випускався з 1963 по 1967 рік і отримав назву Sting Ray (Скат-хвостокол).

### Двигуни
- 5.4 L Small-Block V8
- 5.4 L L75 Small-Block V8
- 5.4 L L76 Small-Block V8
- 5.4 L L79 Small-Block V8
- 5.4 L L84 Small-Block V8
- 6.5 L L78 Big-Block V8
- 7.0 L L36 Big-Block V8
- 7.0 L L68 Big-Block V8
- 7.0 L L71 Big-Block V8
- 7.0 L L72 Big-Block V8
- 7.0 L L88 Big-Block V8
- 7.0 L L89 Big-Block V8

## Третє покоління C3 Stingray (1968—1982)

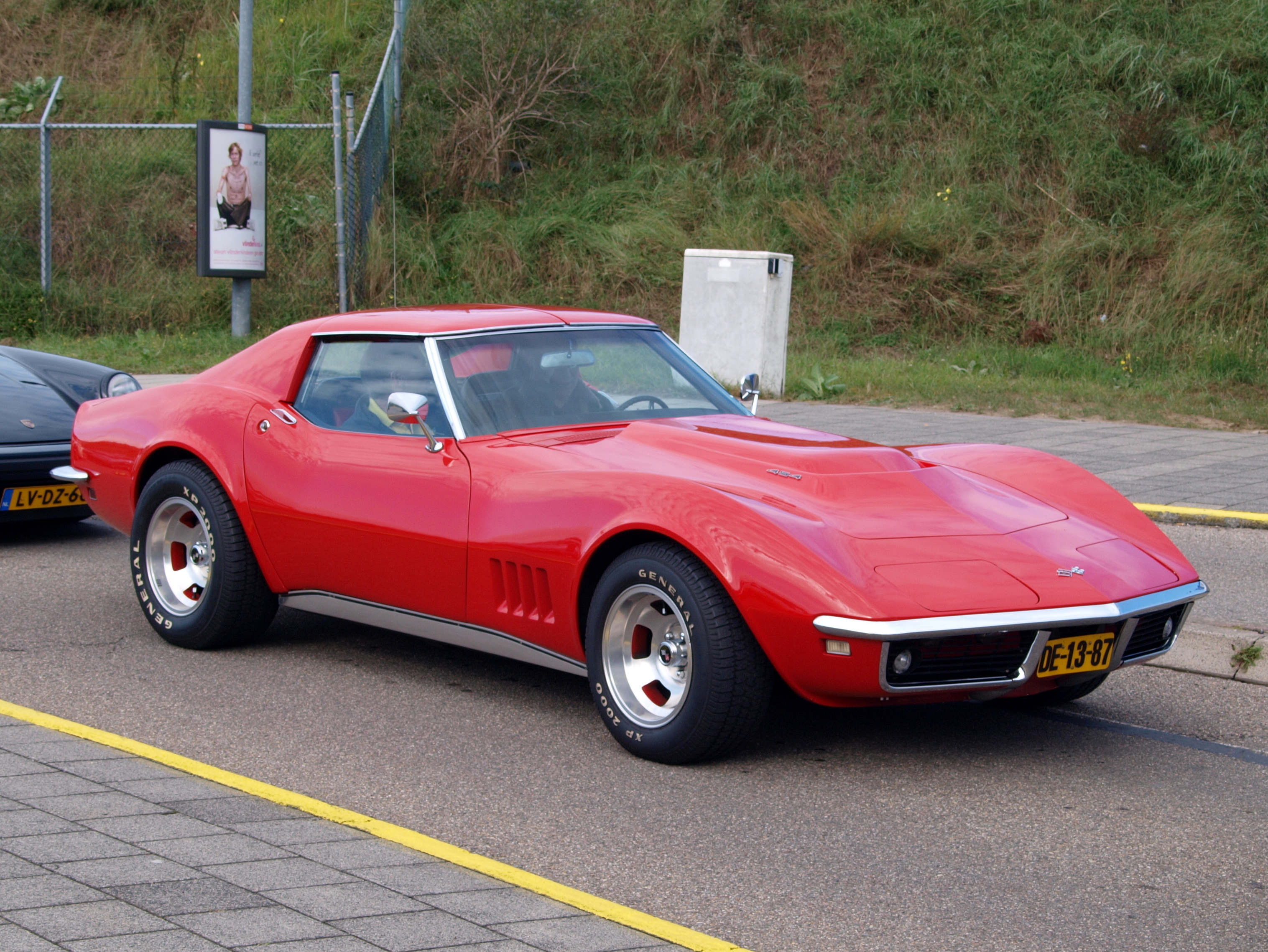
Corvette C3 (1968–1972)

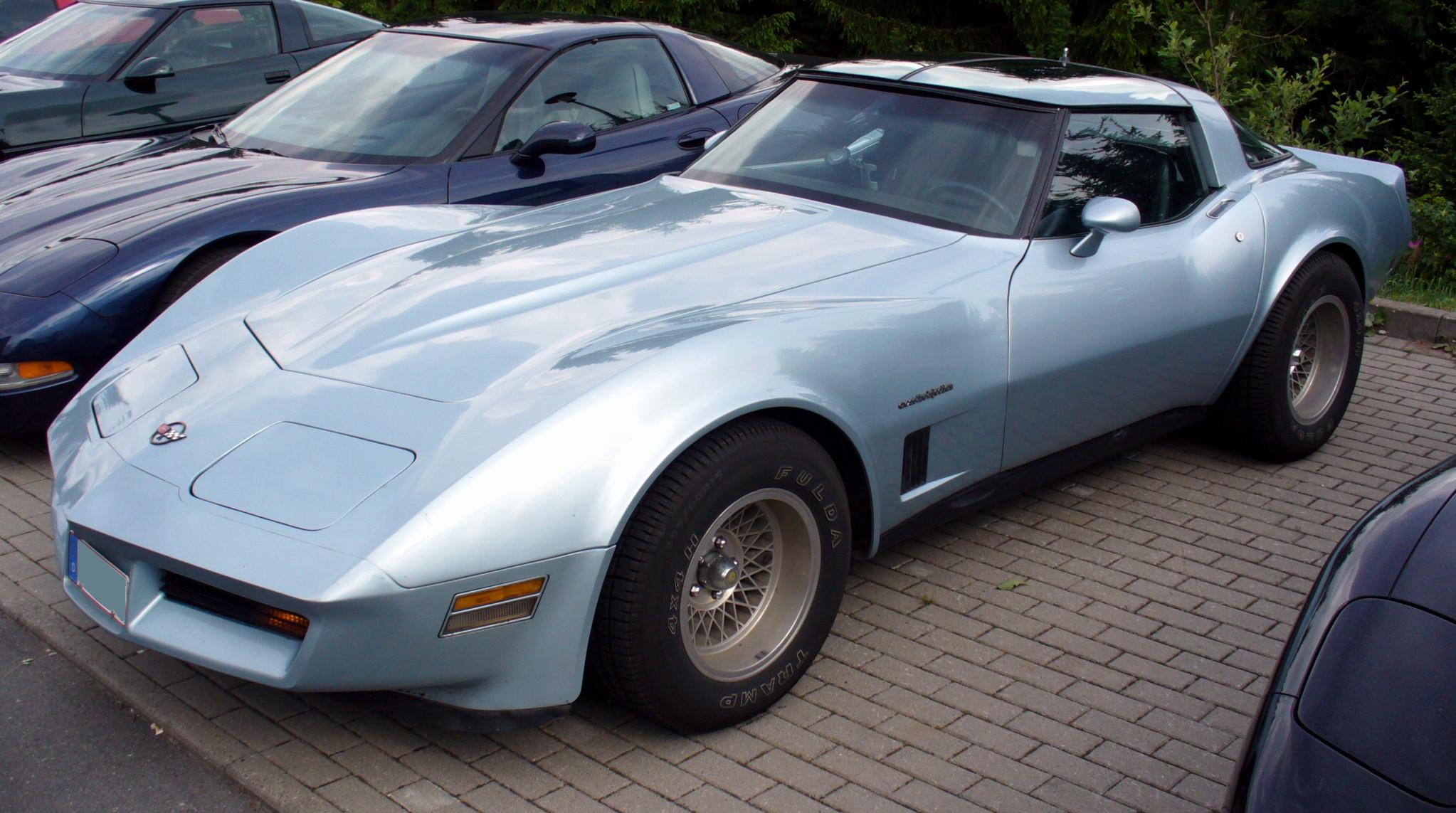
Corvette C3 (1980–1982)

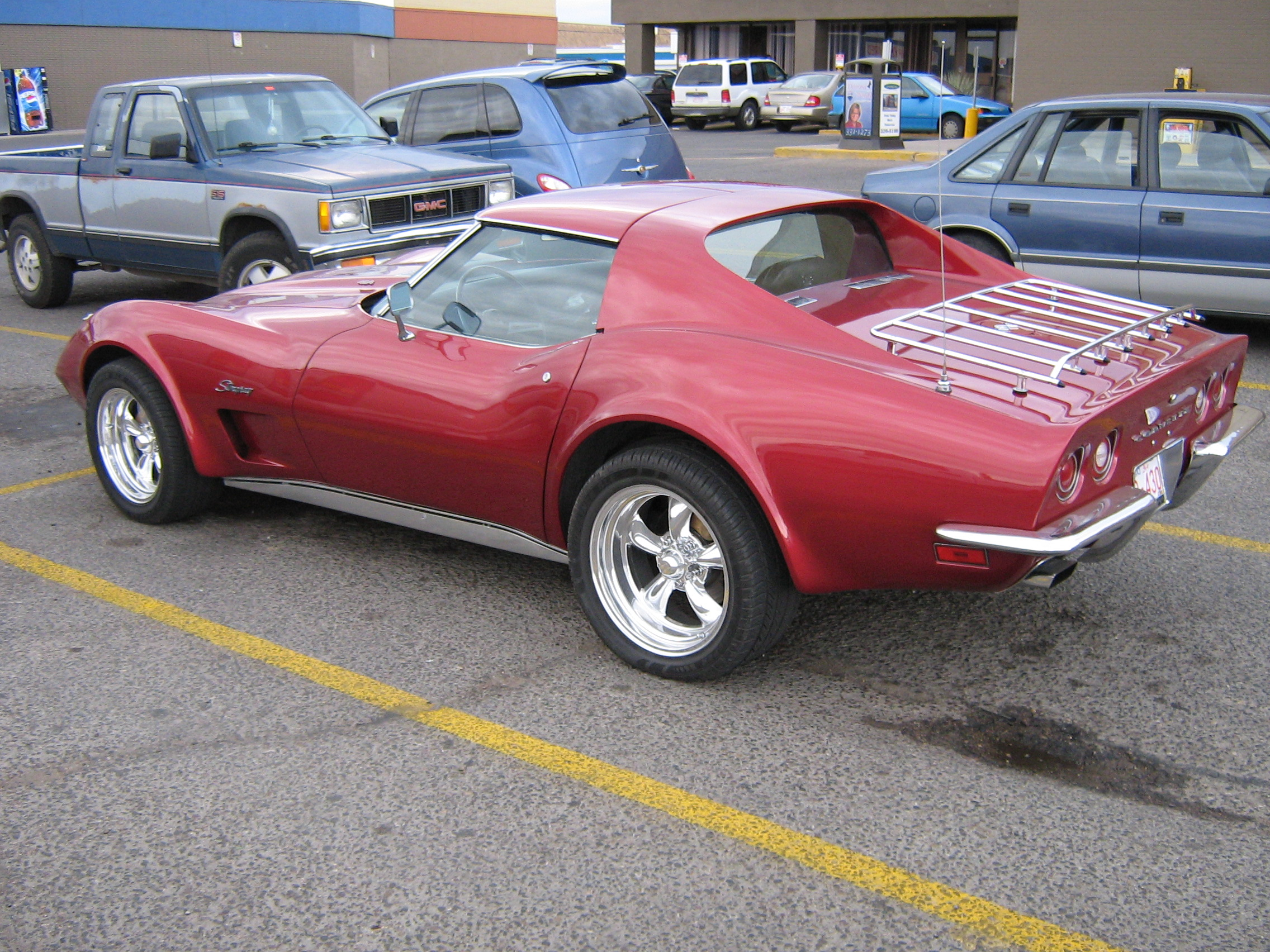

Третій Corvette заснований на концепті Mako Shark II 1965 року, створеним Девідом Холлзом. Спочатку С3 базувалась на агрегатах С2. В 1969 році з’явився новий Small Block об'ємом 5,7 л (300 к. с.), а пізніше — Big Block (7 л, 390 к. с.). В 1972 році були змінені стандарти виміру потужності моторів, згідно яким найпотужніший 7.4-літровий мотор розвивав 270 к. с, а двигун Small Block – максимум 205 к. с. Із введенням нових податків на паливо, відійшли в минуле великі багатолітрові Big Block. Об'єми випуску С3 склали 542 861 штук.
Також була випущена версія Corvette ZR1 (спеціально для автогонок). Мотор видавав потужність 430 к. с.
Третє покоління особливо відмічене ювілеєм: у 1978 році «Корвет» святкував свої 25-і уродини. На честь цієї події в цей же рік на заводі випустили в декількох екземплярах «Корвет», пофарбований у сріблястий металік.

### Двигуни
- 5.0 L LG4 V8
- 5.4 L L75 V8
- 5.4 L L79 V8
- 5.7 L Small-Block V8
- 5.7 L L46 V8
- 5.7 L L48 V8
- 5.7 L L81 V8
- 5.7 L L82 V8
- 5.7 L L83 V8
- 5.7 L LT-1 V8
- 5.7 L ZQ3 V8
- 7.0 L L36 V8
- 7.0 L L68 V8
- 7.0 L L71 V8
- 7.0 L L72 V8
- 7.0 L L88 V8
- 7.0 L L89 V8
- 7.0 L ZL1 V8
- 7.4 L LS4 V8
- 7.4 L LS5 V8
- 7.4 L LS6 V8

## Четверте покоління C4 (1983—1996)

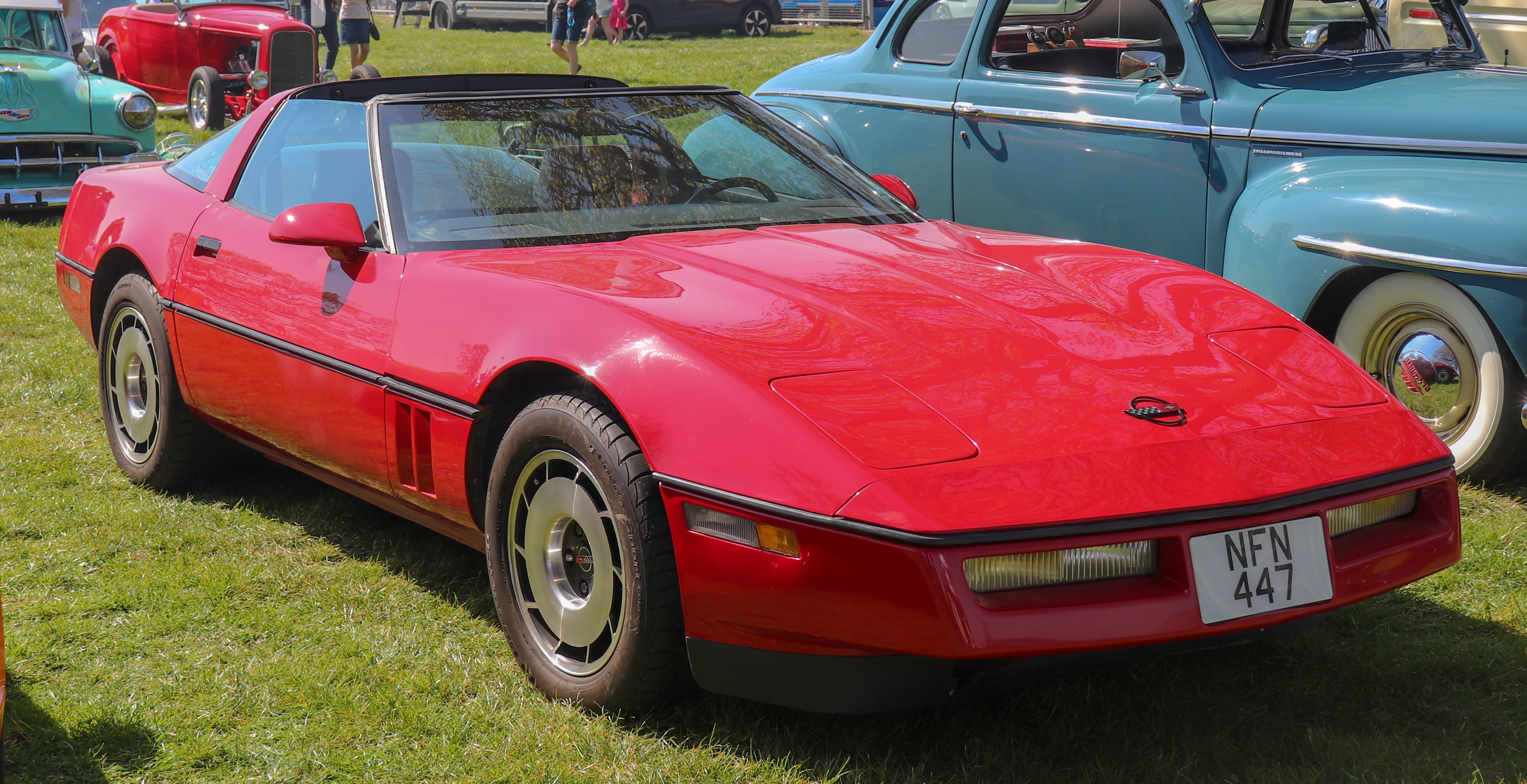
Corvette C4 (1984–1990)

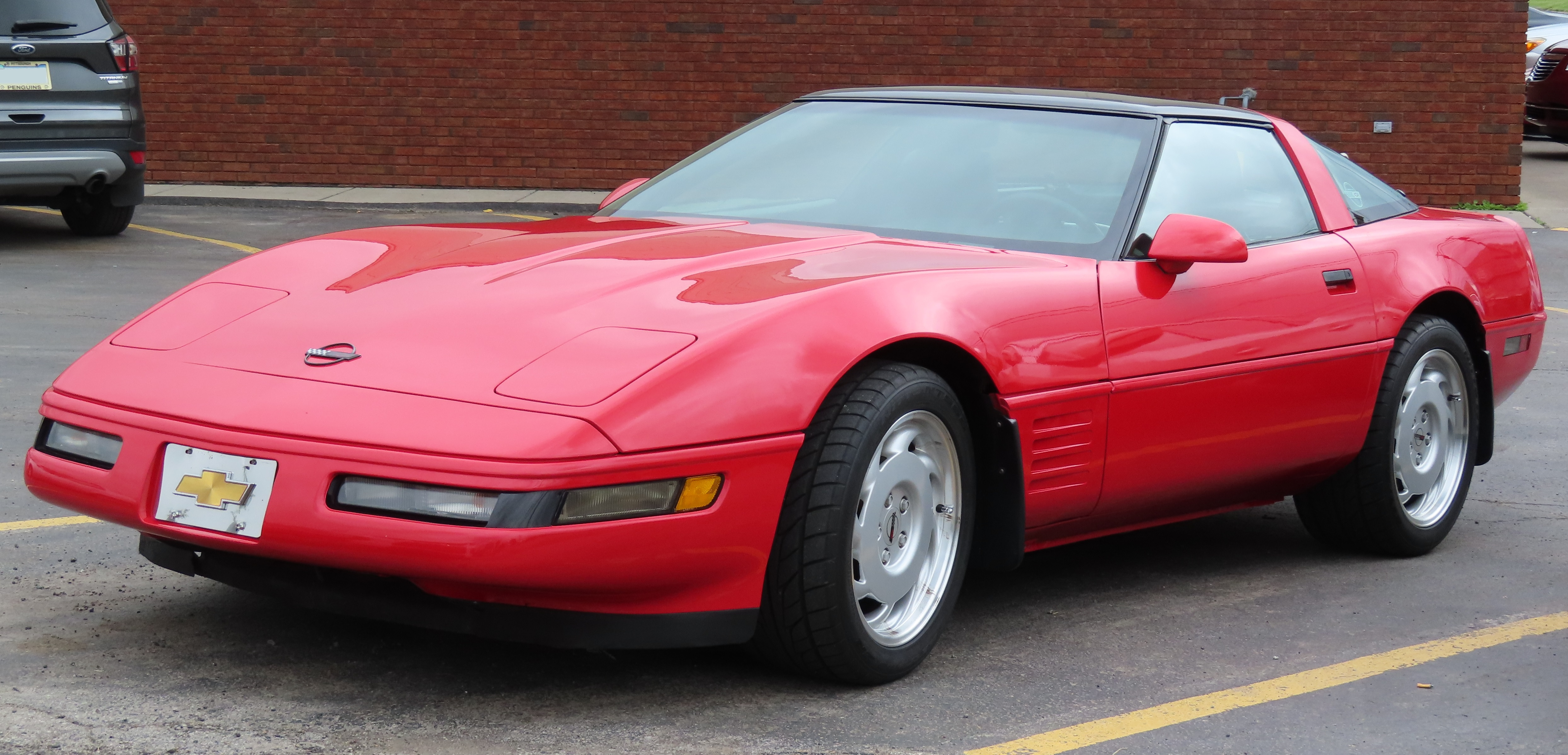
Corvette C4 (1991–1996)

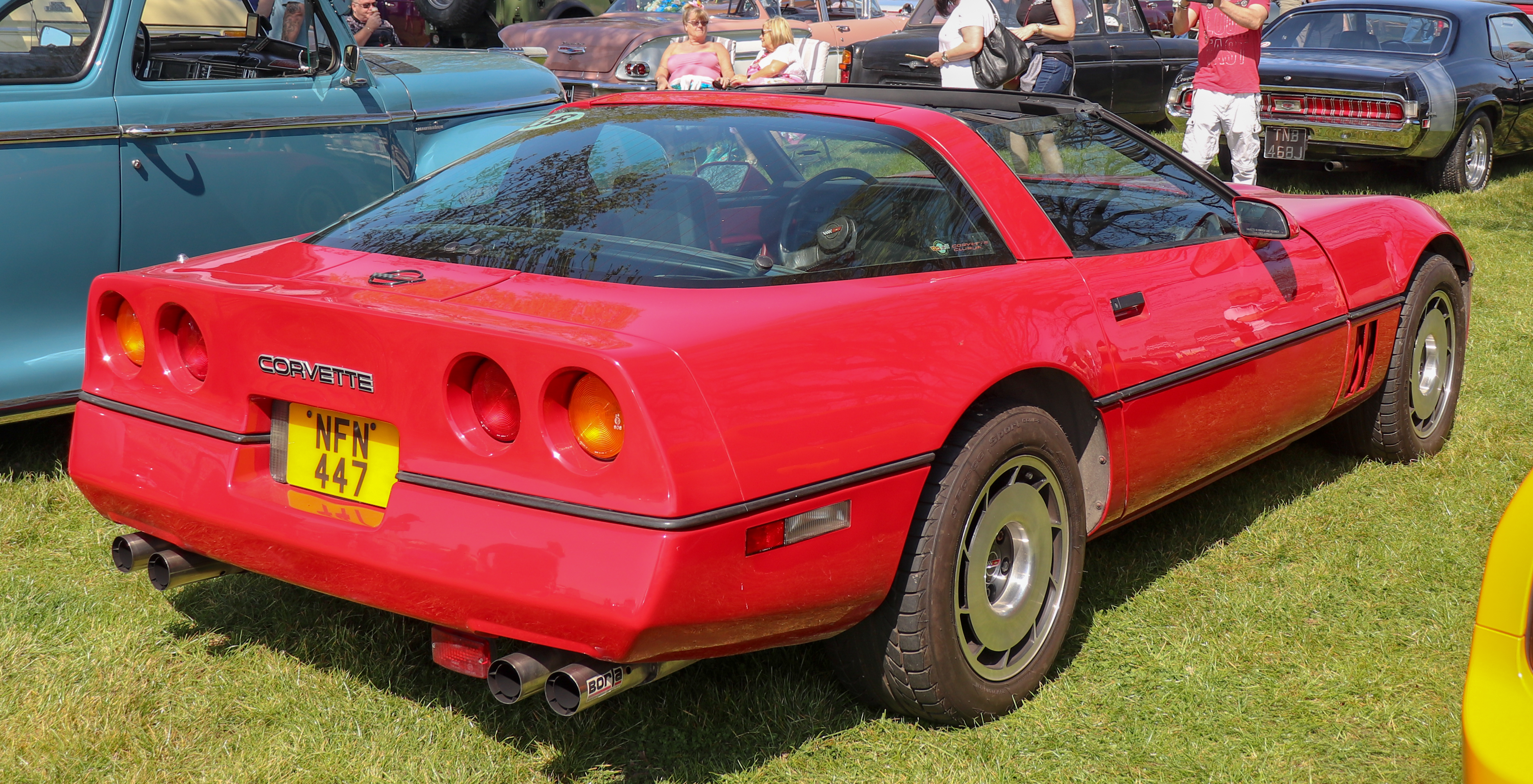

Четвертий Corvette був не настільки революційним ззовні, як попереднє покоління, зате володів продуманою аеродинамікою і технічною частиною. Це покоління Corvette комплектувалось новим 5,7-літровим мотором потужністю 230 к. с. В 1986 році з’явився кузов родстер з тентовим верхом. Всього було випущено 358 180 екземплярів.
В 1990 році на основі C4 був випущений Corvette ZR1, оснащений 375-сильним V8 LT5 з алюмінієвими головками блоків, розробленим в співдружності з компанією Lotus. Розподільні вали (по два на блок) знаходились в головці, а на кожен циліндр було по 4 клапани, що є нетиповим для американського двигунобудування. Також в 1996 році була випущена лімітована серія Chevrolet Corvette C4 Grand Sport, названа так в честь однойменної моделі 1963 року. Було випущено всього 1000 екземплярів: 810 з кузовом купе і 190 родстерів.

### Двигуни
- 5.7 л L83 V8
- 5.7 л L98 V8
- 5.7 л LT1 V8
- 5.7 л LT4 V8
- 5.7 л LT5 V8

## П'яте покоління C5 (1997—2004)

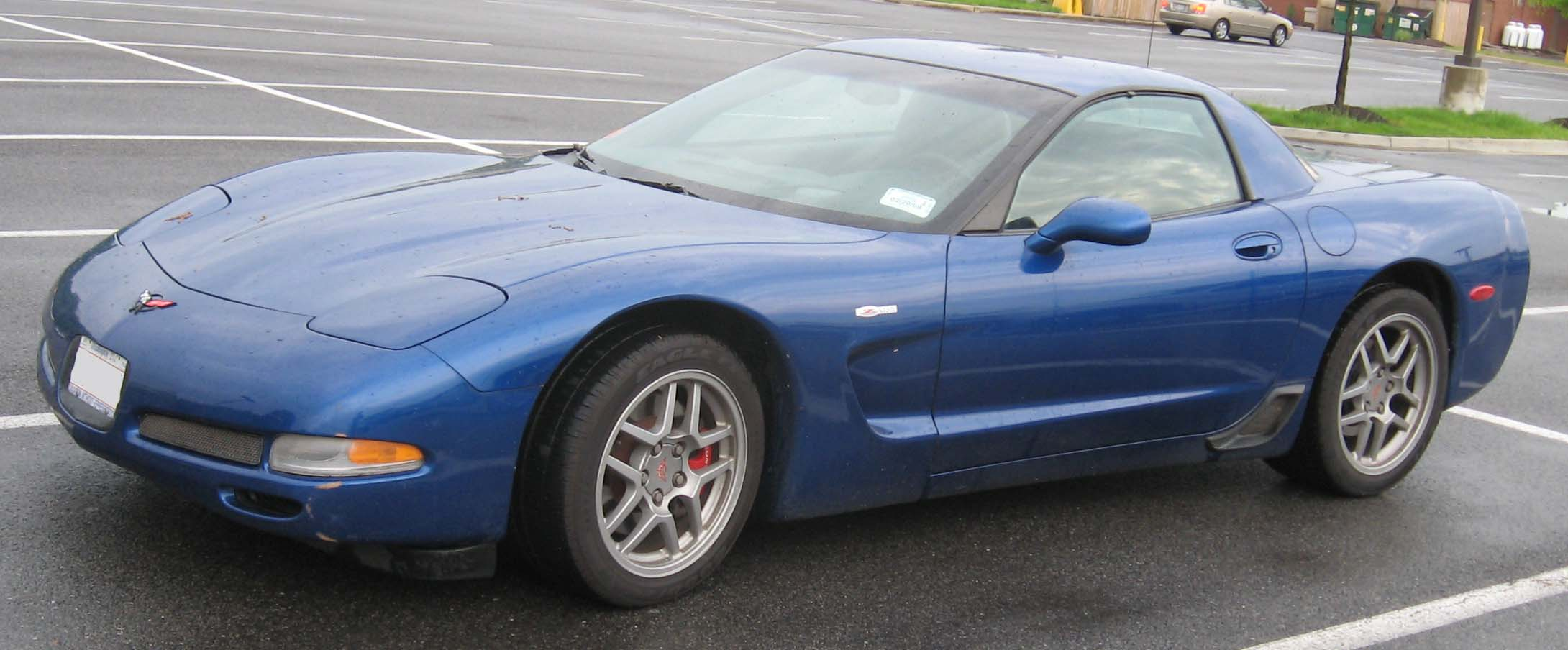
Corvette C5 Купе (1997–2004)

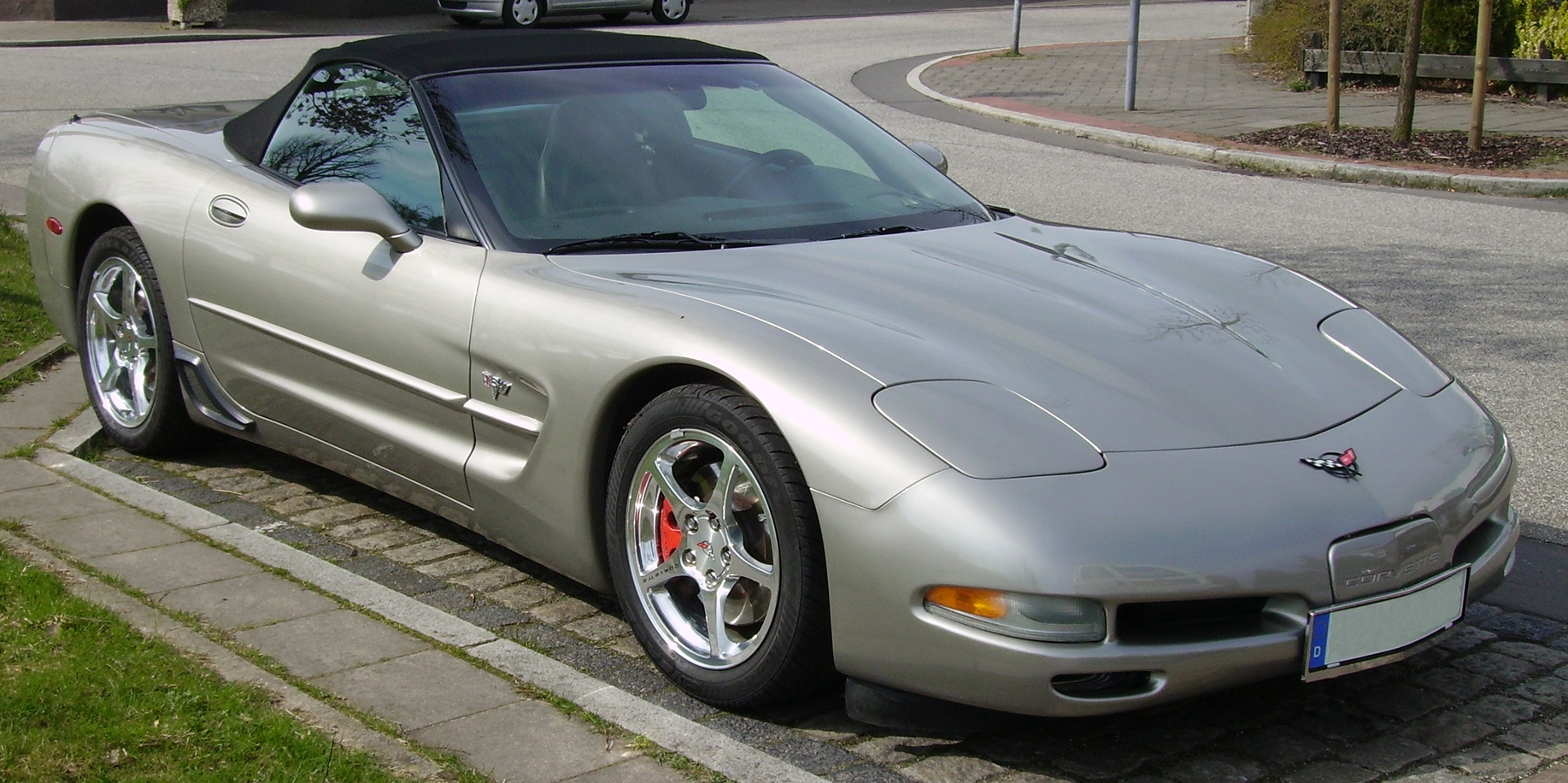
Corvette C5 Кабріолет (1998–2004)

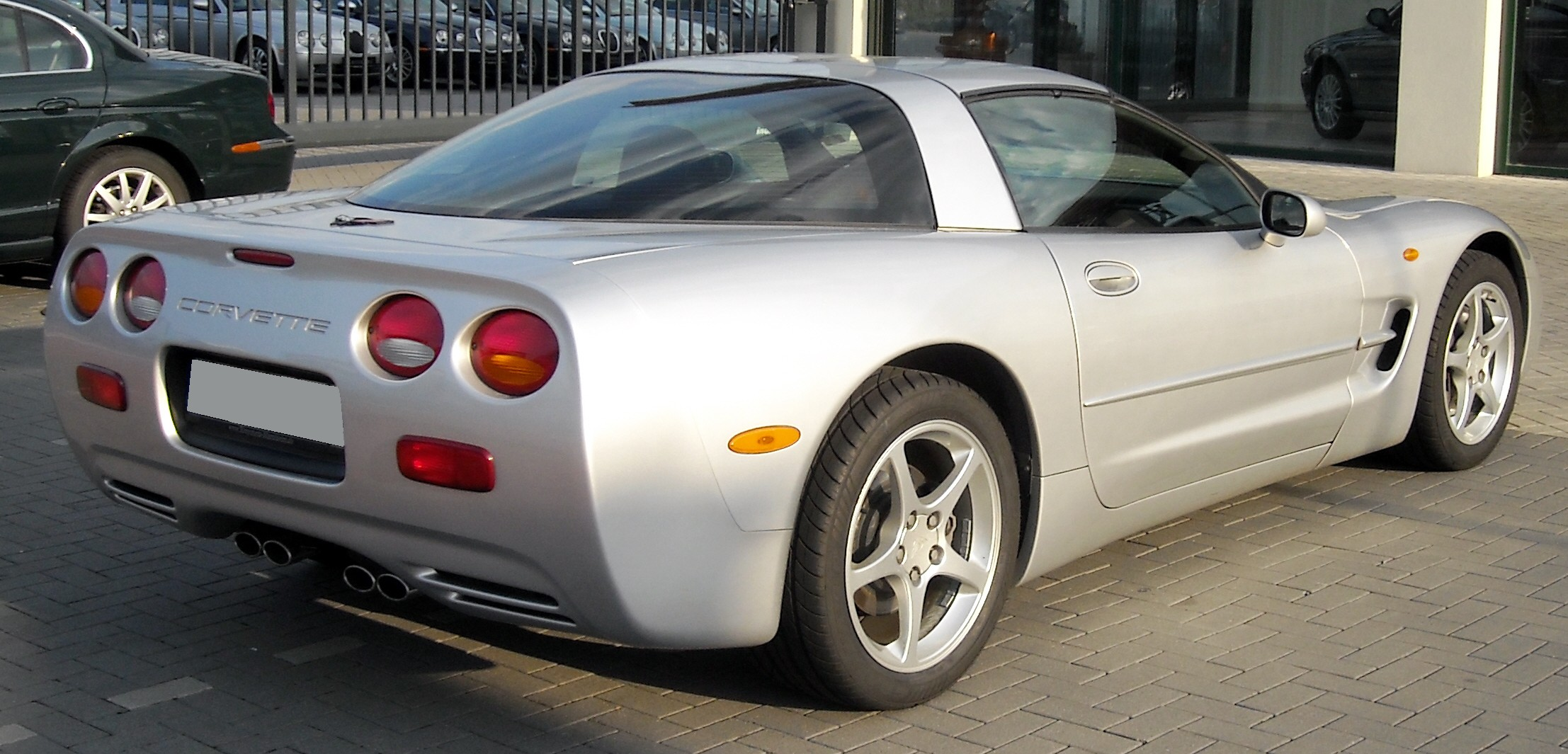

Модель С5, розроблена інженером Дейвом Хіллом і дизайнером Джоном Каффаро, отримала нову платформу — підвіску на поперечних карбонових ресорах, монокок на потужному просторовому каркасі, компонування за схемою transaxle з віднесеною до задньої осі 6-ступеневою КП Tremec T56. Цікавою особливістю нової платформи є конструкція підлоги, яка являє собою «сендвіч» з двох шарів металу, між якими затиснена пластина бальсового дерева. Бальса була вибрана через те, що прекрасно поглинає вібрації. Стандартна версія оснащувалась двигуном LS1 (V8, об'єм 5,7 л, потужність 345 к. с.), а версія Z06 — двигуном LS6 (V8, об'єм 5,7 л, потужність 385 к. с.). Починаючи з 2002 і до 2004 року на версію Z06 встановлювали вдосконалений двигун LS6 потужністю 405 к. с. Також Z06 відрізнялась схемою підвіски — були використані алюмінієві пружини; також був змінений силовий каркас. Було побудовано 247 851 С5-х Corvette в кузовах купе і кабріолет. Для гонок серій FIA GT і ALMS на базі C5 у версії Z06 будувалась машина класу GT1 — Chevrolet Corvette C5.R.

### Двигуни
- 5.7 л LS1 V8
- 5.7 л LS6 V8 (Z06: 2001–04)

## Шосте покоління C6 (2005—2013)

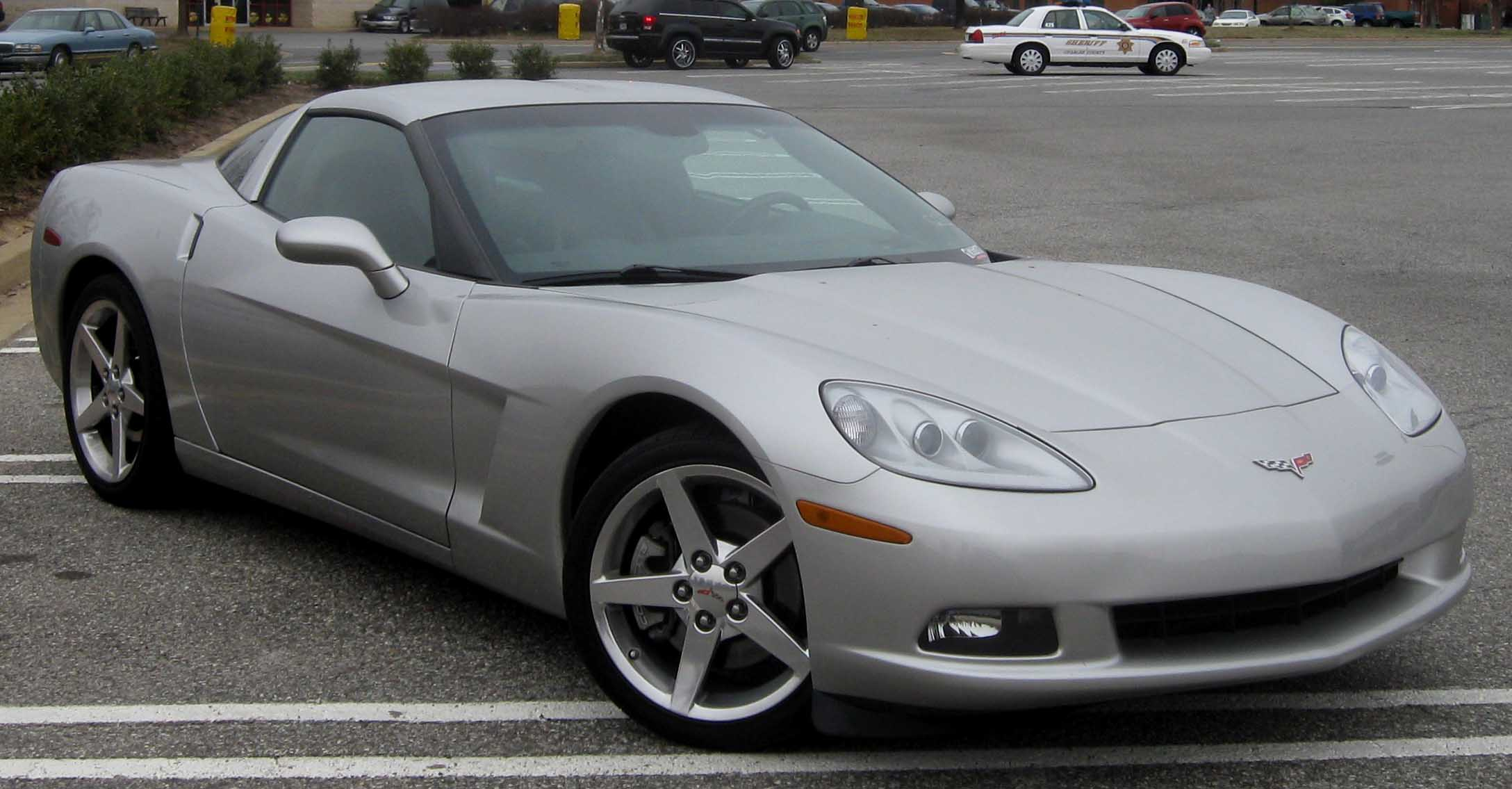
Corvette C6 Купе (2005–2013)

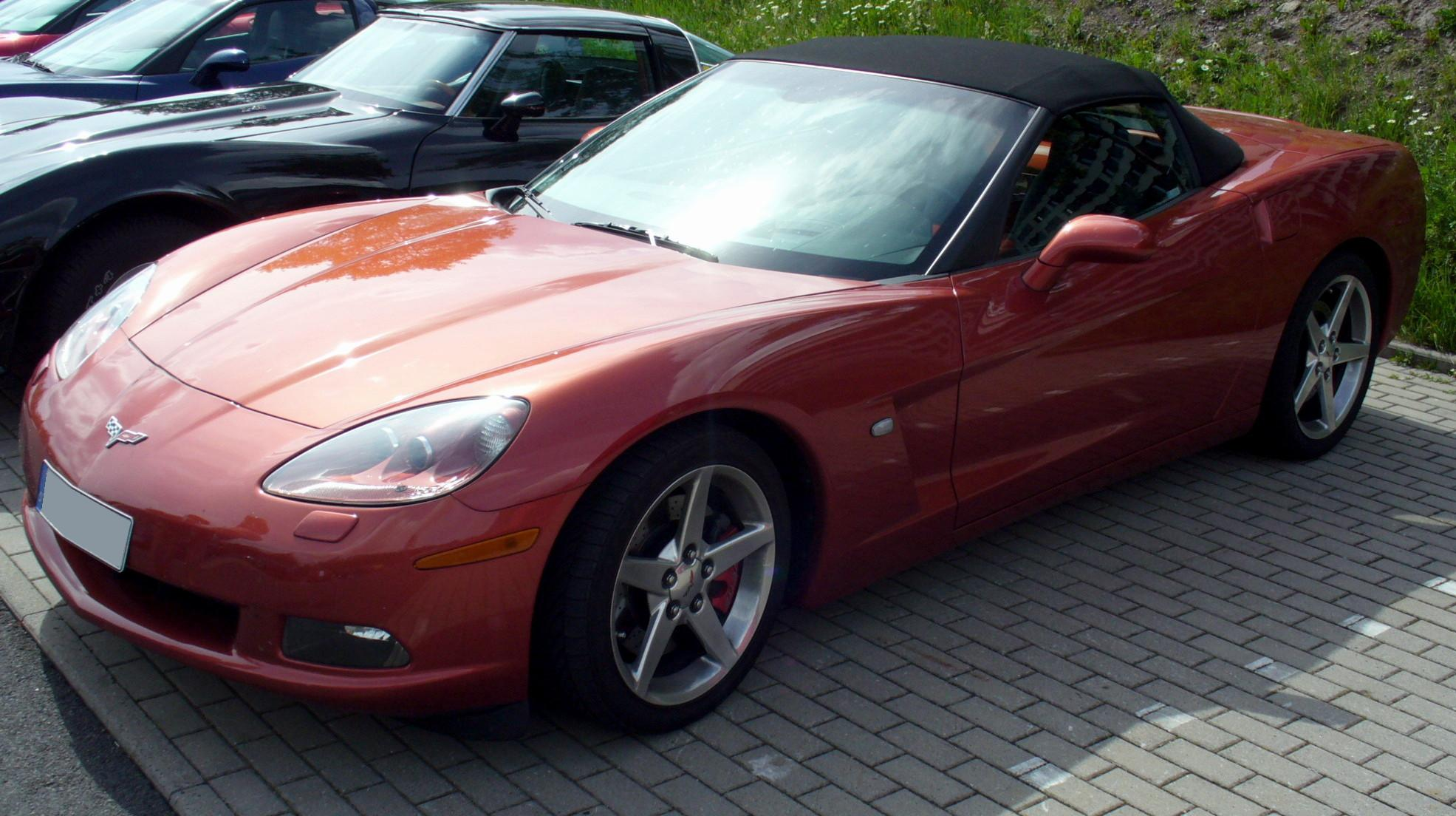
Corvette C6 Кабріолет (2005–2013)

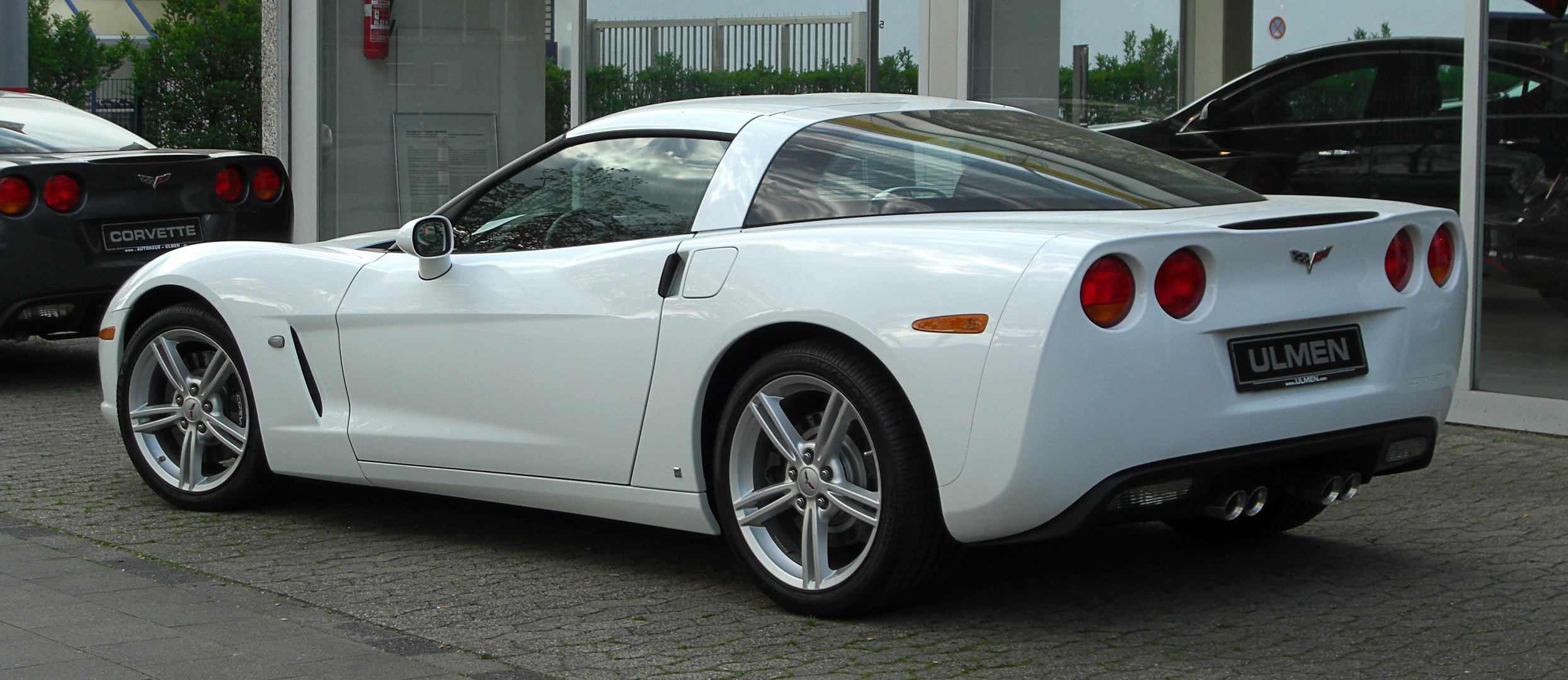

На автосалоні в Детройті в січні 2004 року представлений Corvette C6 з кузовами купе і кабріолет. Побудований на оновленій платформі моделі С5, має ту ж підвіску і схему з віднесеною назад коробкою передач, С6-й отримав новий мотор об'ємом 6,0 л LS2,який розвивав потужність 400 к. с. і обертальний момент 585 Н•м. В 2008 році модель отримала модернізовану трансмісію, вихлопну систему, нові варіанти кольору кузова, оформлення колісних дисків і покращене оздоблення інтер'єру. На його базі була створена модифікація Corvette Z06. Цю версію відрізняє широке використання алюмінію в силових елементах кокпіту, алюмінієві важелі, класична пружинна підвіска, а також 505-сильний 7-літровий мотор LS7. На його основі був підготовлений гоночний Corvette C6.R, для участі в серії ALMS і перегонах FIA GT, який шість разів вигравав гонку в Ле-Мані в своєму класі, а також Corvette ZR1, оснащений компресорним 6.2-літровим мотором LS9, який розвивав 638 к. с.
Головним недоліком моделей Corvette C6 вважається підвищений шум заднього диференціалу (в силу його конструкції).
Chevrolet пропонував три версії Корветів 6-го покоління:
- Corvette Coupe — купе із знімним верхом, оснащується двигуном 6,2 л потужністю 430 к. с. Ціна в США починається від $47 700.
- Corvette Convertible — родстер з м'яким верхом, що складається, оснащується двигуном 6,2 л потужністю 430 к. с. Ціна в США починається від $55 425.
- Купе Corvette Z06 — найпотужніша модель 2008-го року. Оснащується двигуном 7 л потужністю 505 к. с. Ціна в США — від $72 125.

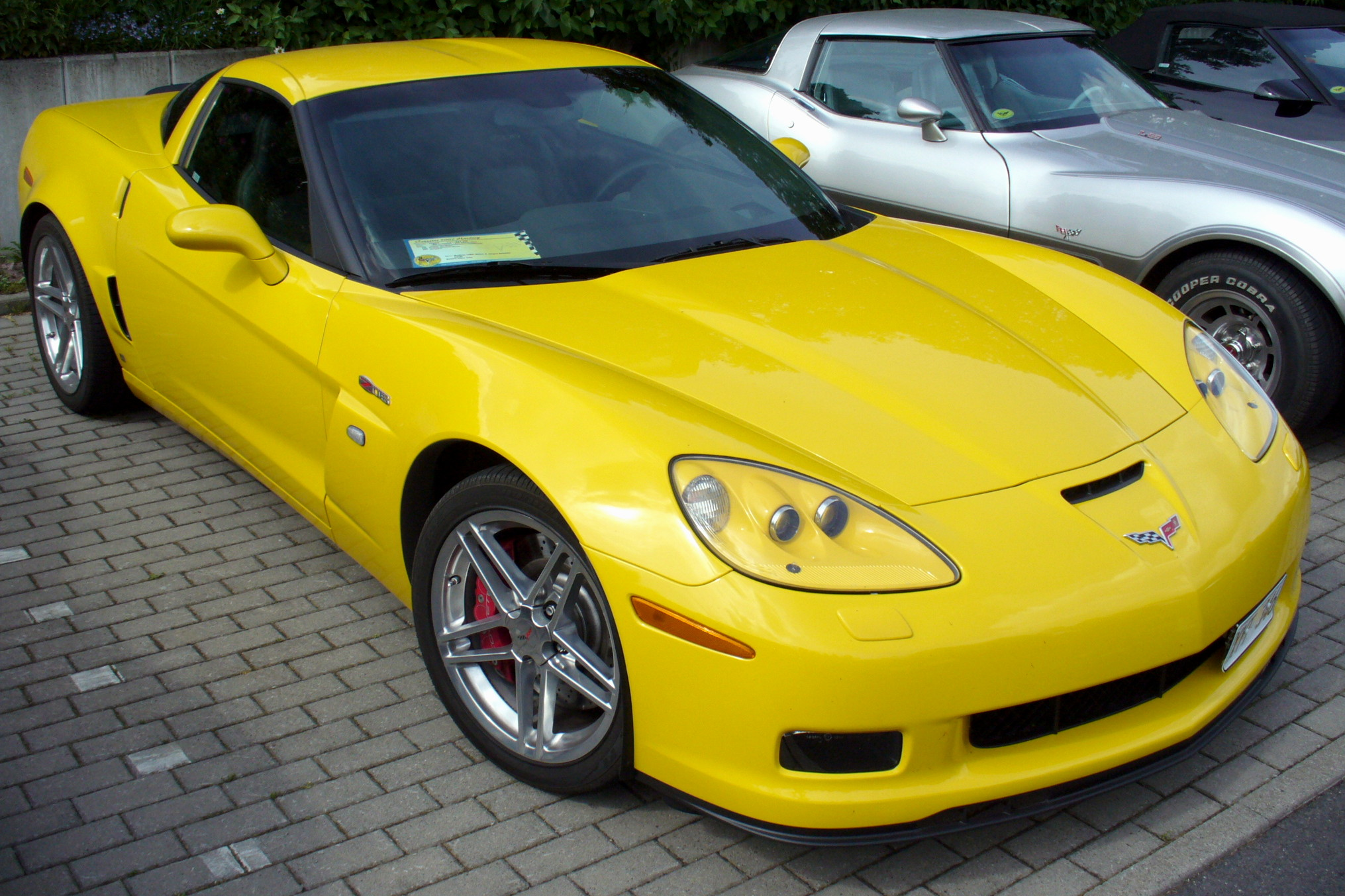
Corvette Z06 C6

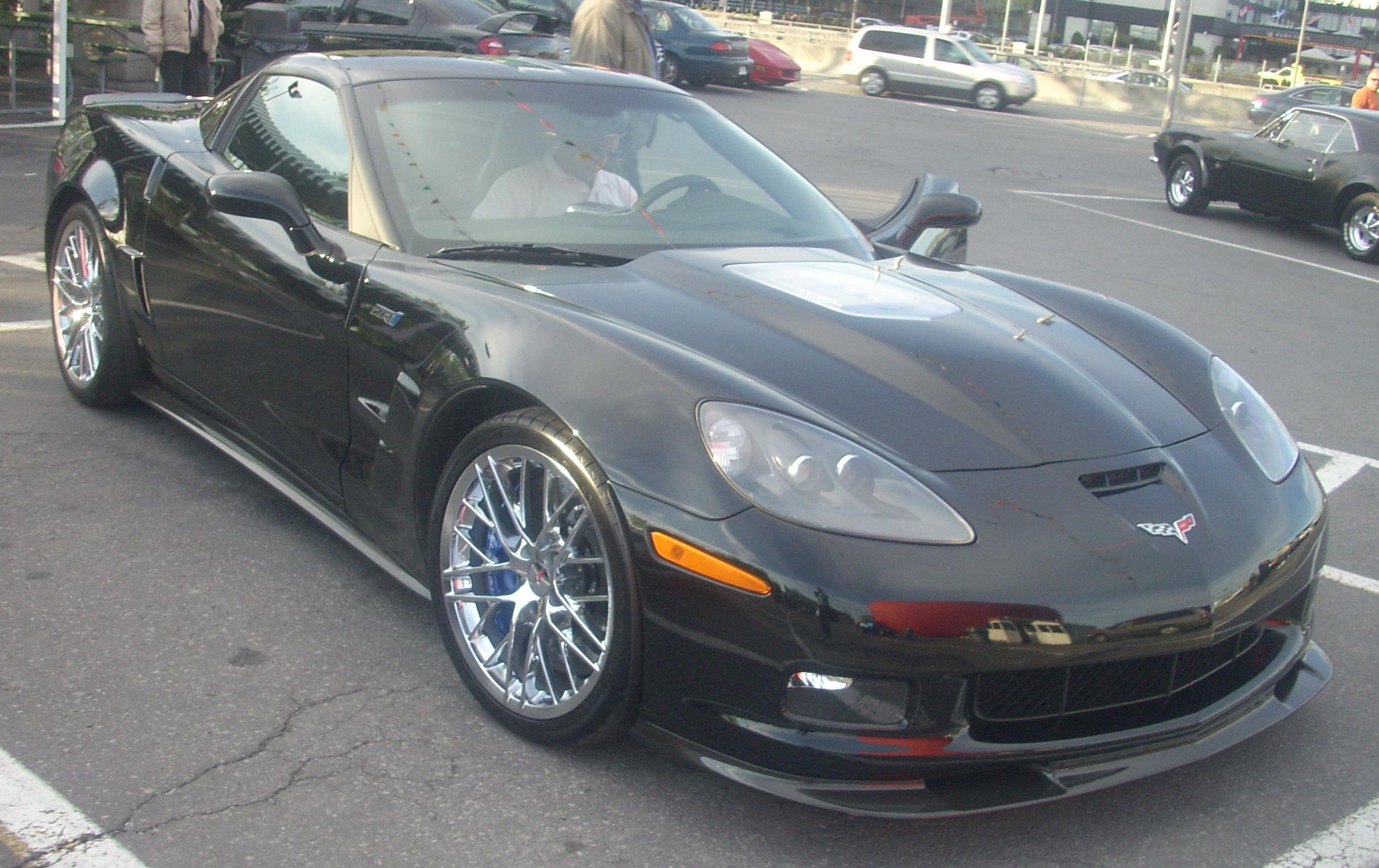
Chevrolet Corvette ZR1 C6

У 2008 вийшов найдорожчий за всю історію Corvette ZR1 з двигуном V8 6,2 л. потужністю 638 к. с. і механічним нагнітачем. Ціна в США — від $103 300.
Оновлення 2008-го модельного року:
- Повністю новий двигун 6,2 л.
- Покращена трансмісія.
- Нова обробка інтер'єру виконана з використанням дорожчих матеріалів.
- Нові колеса.
- Нові кольори забарвлення кузова автомобіля.
- Покращена вихлопна система, доступна в базовій комплектації (+6 к.с.)

### Двигуни
- 6.0 л LS2 V8
- 6.2 л LS3 V8
- 7.0 л LS7 V8
- 6.2 л LS9 V8

## Сьоме покоління C7 (2013—2019)

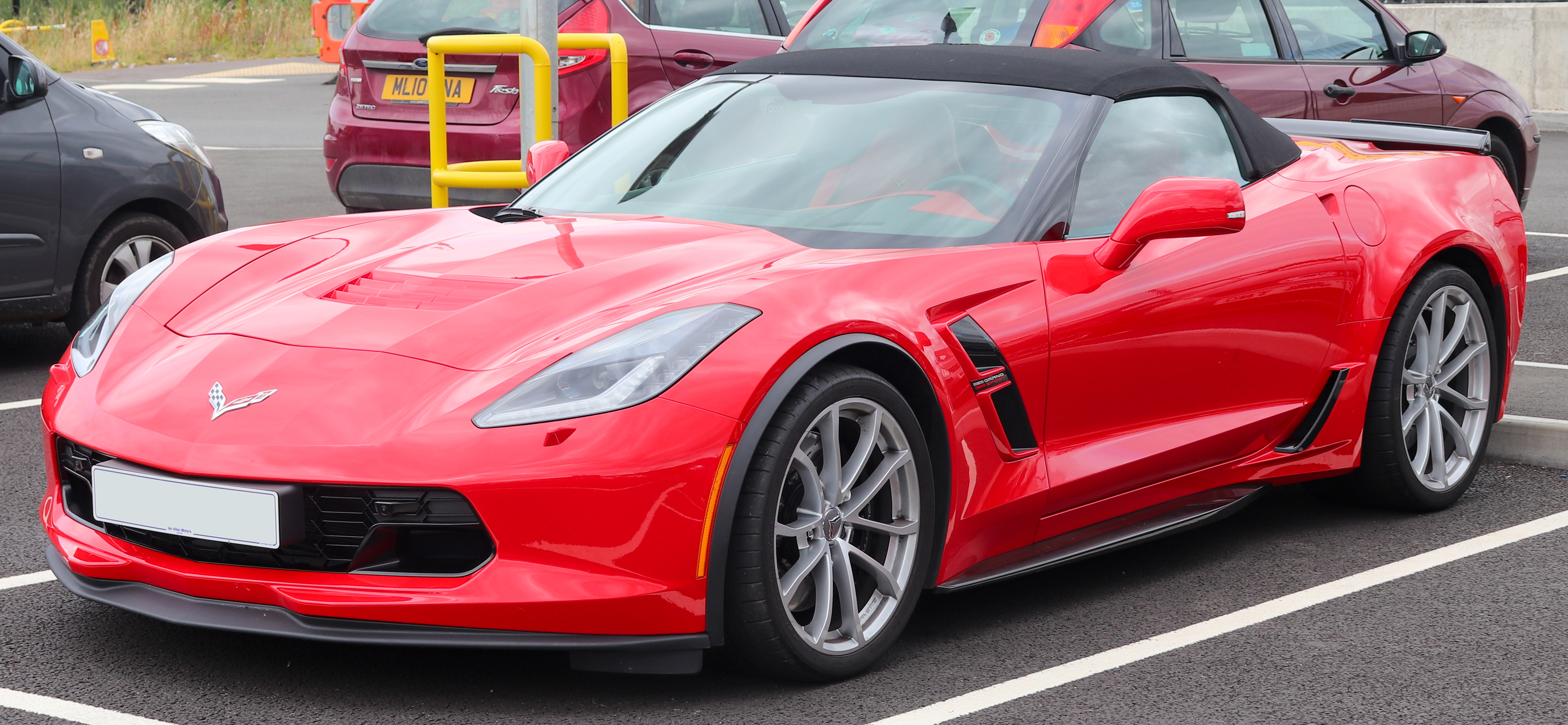
Corvette C7 Кабріолет (з 2013)

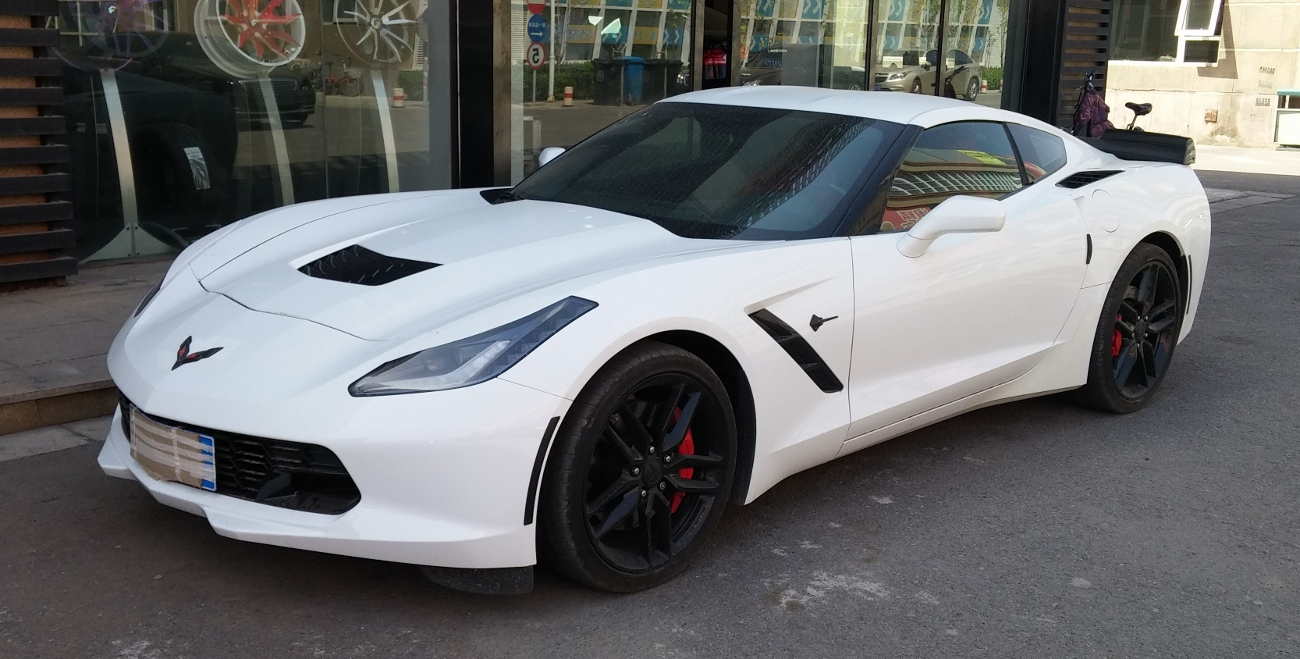
Corvette C7 Stingray (з 2013)

На автосалоні в Детройті в січні 2013 року представлено наступне покоління Chevrolet Corvette з індексом C7, який отримав приставку Stingray. Автомобіль комплектується заднім приводом, бензиновим двигуном 6,2 л V8 LT1, потужністю 455 к.с. при 6000 об/хв, крутним моментом 610 Нм, 7-ст. МКПП (Tremec TR-6070) або 6-ст. АКПП (GM 6L80) та розганяється від 0 до 100 км/год за 3.8 секунди.

### Z06

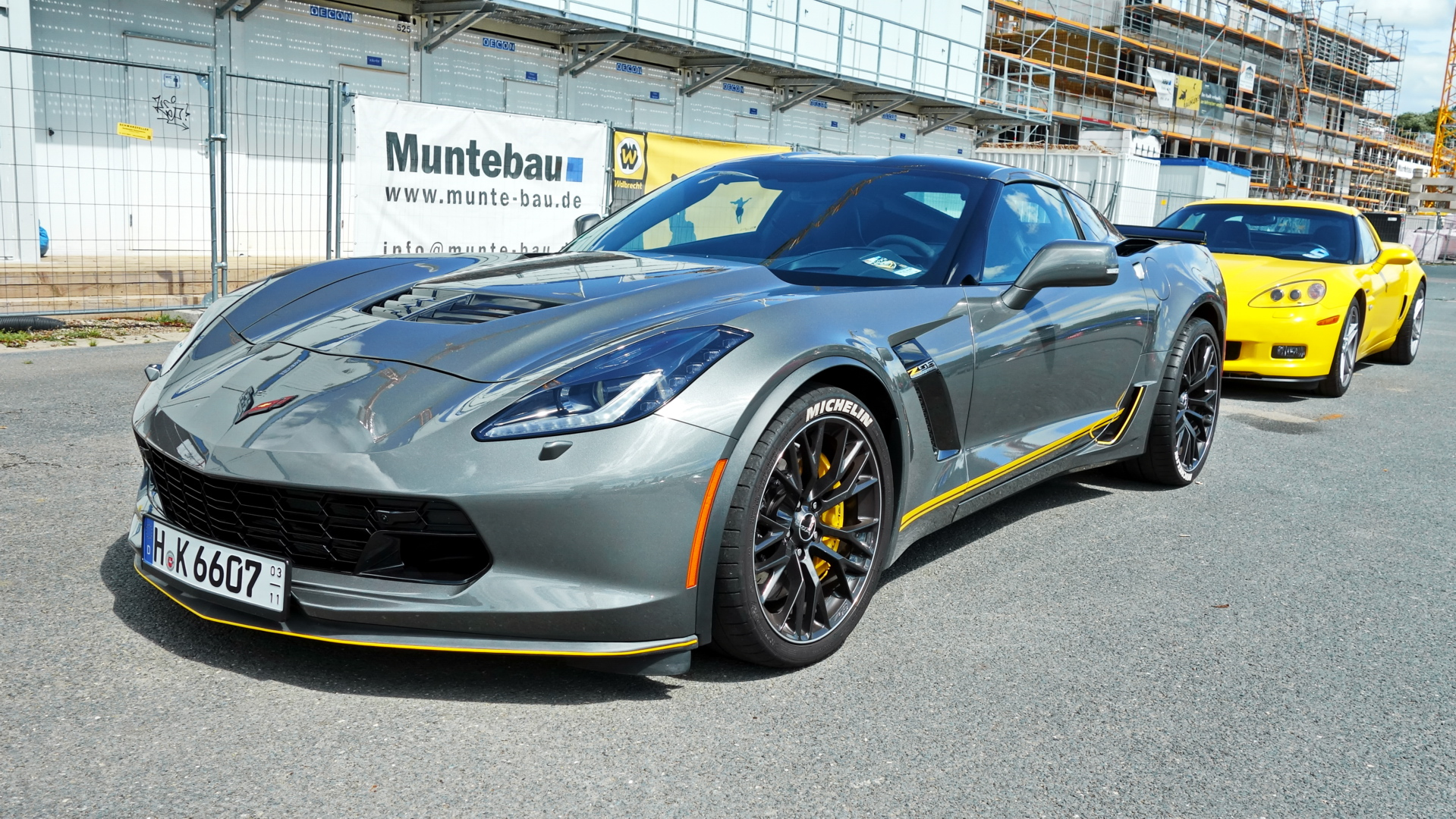
Corvette Z06

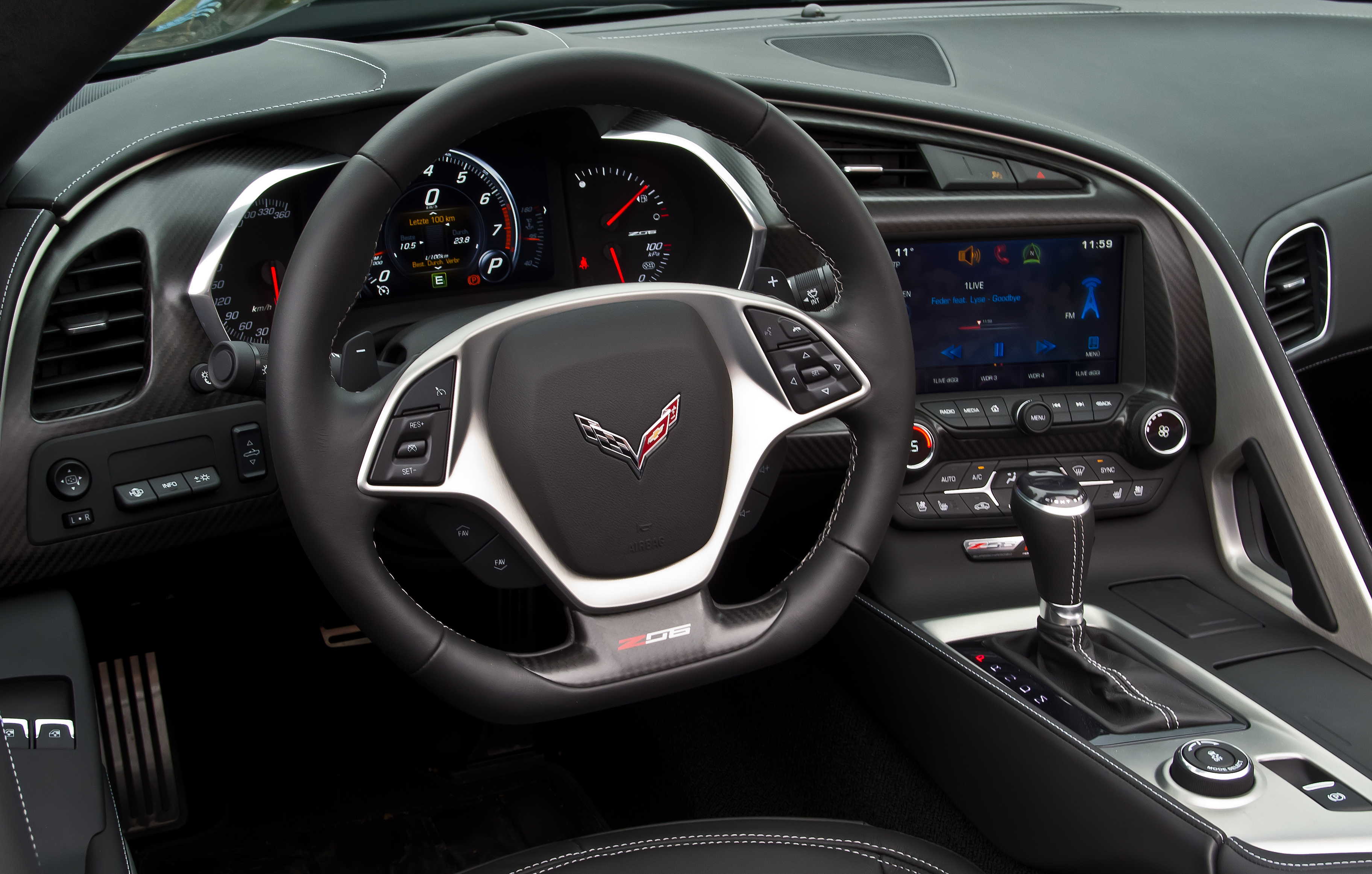

На автосалоні в Детройті в січні 2014 року представлений Chevrolet Corvette C7 Z06. Автомобіль комплектується компресорним бензиновим двигуном 6,2 л V8 LT4 Supercharged, потужністю 625 к.с., крутним моментом 861 Нм, 7-ст. МКПП (Tremec TR-6070) або 8-ст. АКПП (GM 8L90).
У 2016 році автомобіль доступний з кузовом купе або кабріолет і оснащений  найпотужнішим заводським V8 двигуном з турбонаддувом.
Зміни 2016 року, в основному, стосувалися тільки дизайну. Було додане нове пласке кермо, змінений багажник як в купе, так і в кабріолеті. Нововведення включають в себе передню паркувальну камеру, а також систему CarPlay від Apple через додаток MyLink.

### Двигуни
- 6.2 л LT1 V8 466 к.с.
- 6.2 л LT4 supercharged V8 659 к.с. (Z06)
- 6.2 л LT5 supercharged V8 765 к.с. (ZR1)

## Восьме покоління C8 (з 2020)

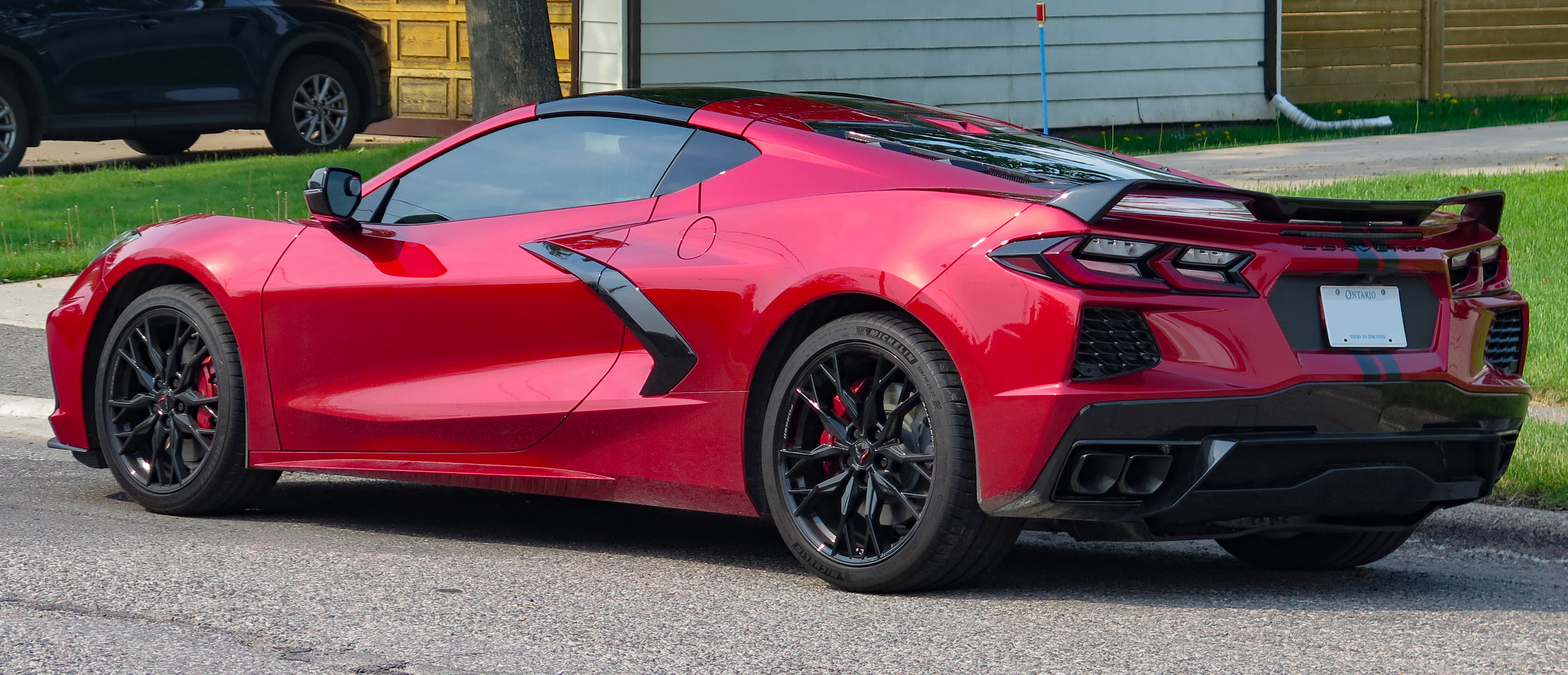
Corvette C8

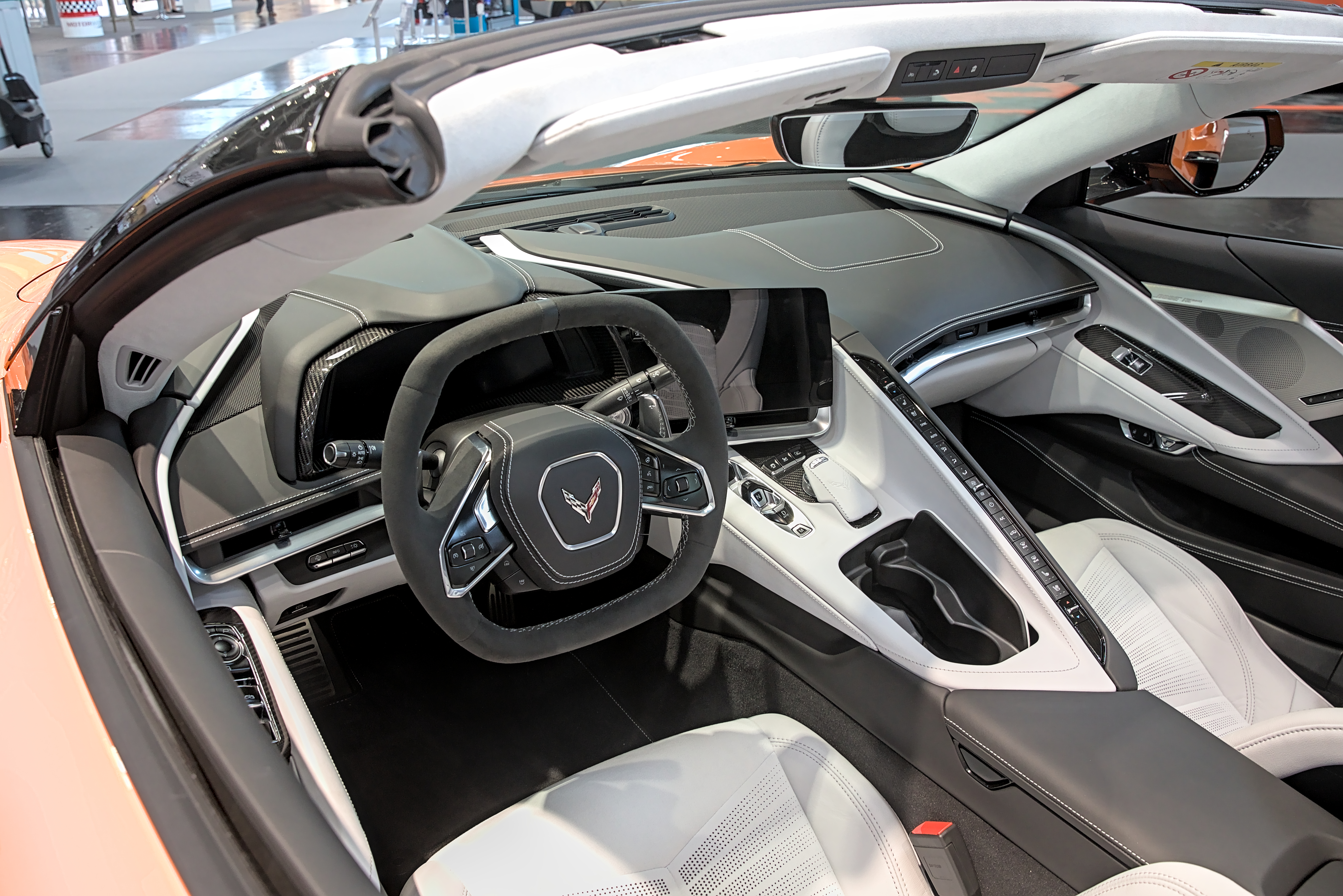

В 2019 році дебютувало восьме покоління Corvette з двигуном, розташованим за кріслами, перед задньою віссю. Імовірно, Chevrolet Corvette C8 отримав мотор V8 6.2 л LT2, який буде в атмосферному варіанті або з двома турбокомпресорами. Автомобіль зможе успішніше боротися з центральномоторними конкурентами в кузовних серіях або гонках на витривалість.
Кузов кабріолет двері розсувні чи підіймаються догору.Передній обвіс нахиляється не.
Розгін від 0 до 100 км/год займає 2.9 с, а максимальна швидкість 312 км/год.
У 2021 році Corvette отримав оновлення інформаційно-розважальної системи. Відтепер Apple CarPlay та Android Auto - стандартні функції. 

### Z06
Також у 2021 році був представлений Corvette Z06. Він використовує новий атмосферний 5,5-літровий двигун LT6 V8 з оплоскуватим колінчастим циліндром, який видає 670 к.с. (500 кВт; 679 к.с.) при 8400 об/хв. 

### E-Ray
У 2023 році була представлена гібридна версія E-Ray.  Поєднання 6,2-літрового двигуна та потужної вихлопної системи видає 495 кінських сил (369 кВт) та 637 Н·м крутного моменту. Гібридна система електроприводу забезпечує додаткові 160 кінських сил (119 кВт) та 169 Н·м крутного моменту на передній частині автомобіля, що вражає загальною потужністю 655 кінських сил (488 кВт) та 807 Н·м.

### ZR1
У 2024 році на закритому заході в Маямі, штат Флорида був представлений Corvette ZR1. Це найпотужніший Corvette на сьогоднішній день, а також перший, який вийшов у повномасштабне виробництво з двигуном із подвійним турбонаддувом. 

### Двигуни
- 6.2 л LT2 V8 497 к.с. 630 Нм
- 6.2 л LT2 V8 502 к.с. 637 Нм
- 5.5 л LT6 V8 679 к.с. 623 Нм (Z06)
- 5,5 л LT7 V8 1064 к.с. 1123 Нм (ZR1)
- 5,5 л LT7 V8 1250 к.с. (ZR1X)

## Продажі
| Календарний рік | Продажі в США |
| --------------- | ------------- |
| 1998            | 29,208        |
| 1999            | 29,963        |
| 2000            | 31,208        |
| 2001            | 33,655        |
| 2002            | 32,555        |
| 2003            | 27,974        |
| 2004            | 35,276        |
| 2005            | 32,489        |
| 2006            | 36,518        |
| 2007            | 33,685        |
| 2008            | 26,971        |